# Nowy Konik
Nowy Konik – wieś sołecka w Polsce położona w województwie mazowieckim, w powiecie mińskim, w gminie Halinów.
W latach 1975–1998 miejscowość administracyjnie należała do województwa warszawskiego.
Położona ok. 10 km na wschód od Warszawy, przy Trakcie Brzeskim.
Przemysł meblowy i leśny. Przez Nowy Konik przechodzi droga krajowa nr 92. Znajduje się tu Węzeł łączący Południową Obwodnicę Warszawy (Konotopa – Konik Nowy) z autostradą A2 (Konik Nowy – Kukuryki).
W miejscowości znajduje się jeden z nielicznych w Polsce cmentarzy dla zwierząt domowych.
Wierni Kościoła rzymskokatolickiego należą do parafii św. Anny w Długiej Kościelnej, do parafii Matki Łaski Bożej w Halinowie lub do parafii św. Pawła Apostoła w Zakręcie.